# Тербуны (станция)
Тербуны́ — железнодорожная станция на линии Елец — Валуйки Белгородского региона Юго-Восточной железной дороги.
Располагается в селе Тербуны Тербунского района Липецкой области.

## История
Станция была возведена в 1897 году по типовому проекту на строящейся железнодорожной линии Елец — Касторное. Изначально станция должна была находиться в селе Вторые Тербуны, однако по настоянию местного помещика А. Д. Поленова линия от Долгоруково до Касторного была проложена западнее Вторых Тербунов и станция расположилась в нескольких километрах от ближайших населённых пунктов. Тем не менее станция сохранила заложенное в плане название — Тербуны. Рядом со станцией построены водонапорная башня для заправки паровозов, погрузочно-разгрузочная площадка и дома для работников станции.
1 октября 1897 года станция начала свою работу. В конце XIX — начале XX веков главным назначением станции стал вывоз хлеба из окрестных поместий. Вскоре купеческие семьи из Ельца и Ливен основали при станции посёлок, получивший название Тербуны.

## Современность
В настоящее время на станции делают свою остановку только пригородные поезда Елец — Касторное. Через станцию проходил обмен грузов между восточной Украиной и центром европейской части России. В советское время ходили поезда в Донбасс: Москва — Донецк, Москва — Луганск, Москва — Дебальцево и Москва — Ясиноватая.